# Fuente la Lancha (kommun)
Fuente la Lancha är en kommun i Spanien.   Den ligger i provinsen Province of Córdoba och regionen Andalusien, i den centrala delen av landet, 250 km sydväst om huvudstaden Madrid. Antalet invånare är 369.